# Alekos Apostolidīs
Alexandros Apostolidīs, detto Alekos (in greco Αλέξανδρος "Αλέκος" Αποστολίδης?; ... – 12 giugno 1979), è stato un cestista greco.

## Carriera
Con la Grecia ha disputato due edizioni dei Campionati europei (1949, 1951).